# Waqf-Behörde Jerusalem

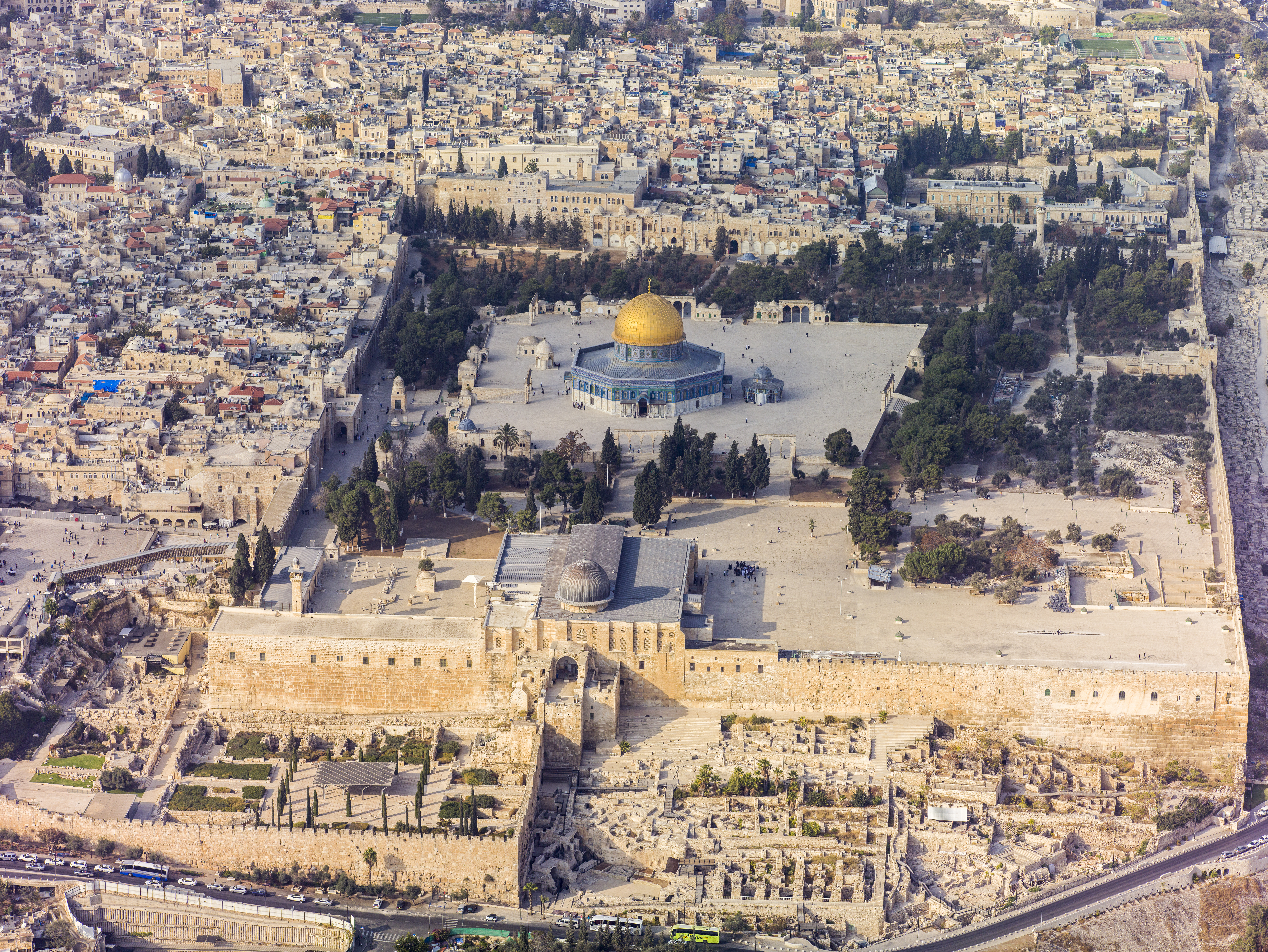
Der Tempelberg steht unter der Aufsicht der Waqf-Behörde Jerusalem.

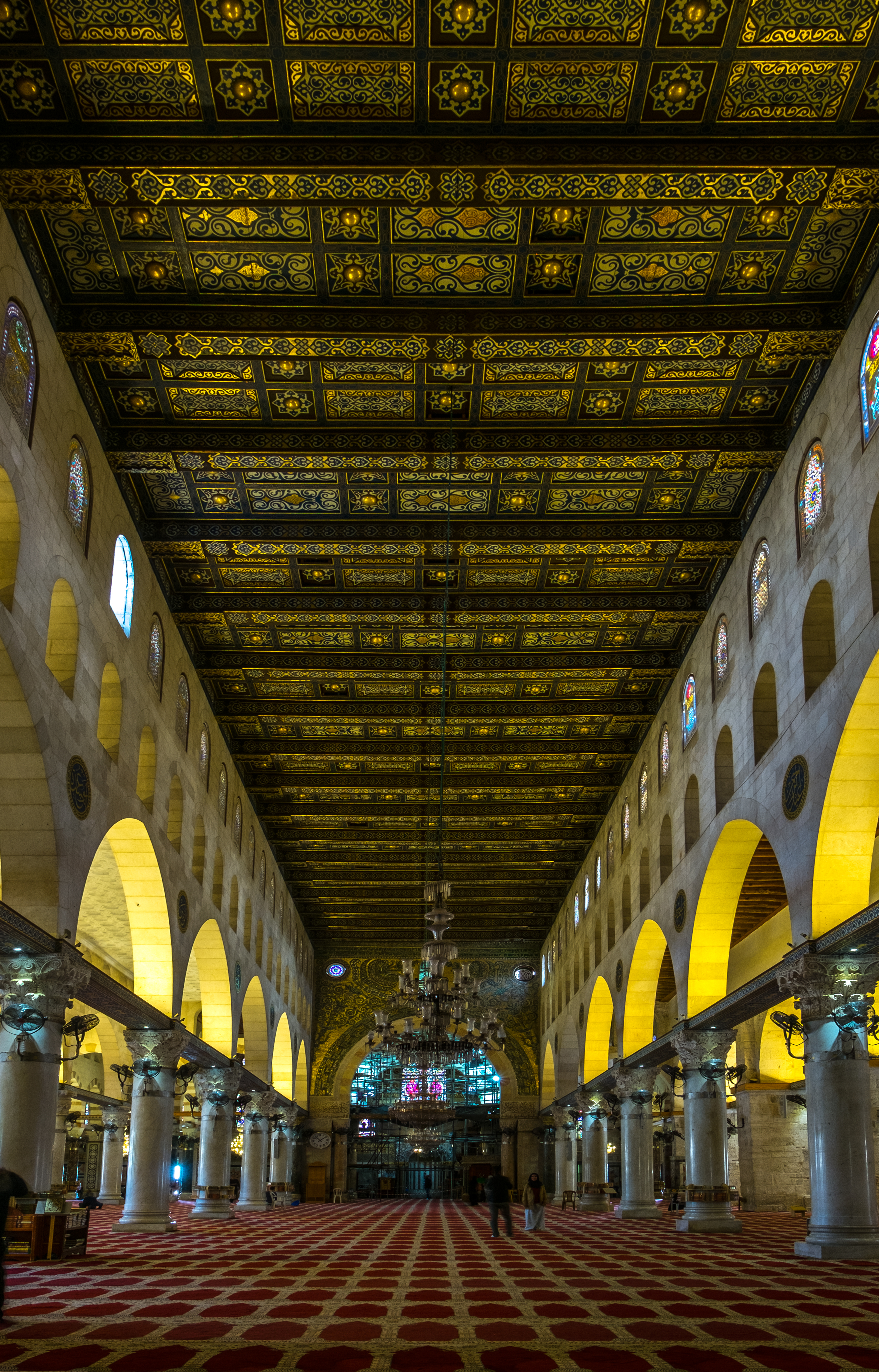
In der Al-Aqsa-Moschee

Die Waqf-Behörde Jerusalem ist eine unveräußerliche islamische Stiftung. Sie übt die Aufsicht über die heiligen islamischen Stätten auf dem Tempelberg in Jerusalem aus, auch nachdem Israel im Sechstagekrieg die Jerusalemer Altstadt erobert hat. Sie ist auch für die Verwaltung der Abrahamsmoschee im Patriarchengrab in Hebron zuständig.

## Geschichte seit 1948
Im Palästinakrieg eroberte die Arabische Legion Transjordaniens die Altstadt Jerusalems bis 28. Mai 1948 für das Königreich und behielt es im Waffenstillstandsabkommen von 1949 mit Israel unter seiner jordanische Kontrolle. Transjordanien verleibte sich den von ihm militärisch gehaltenen Teil des vorigen Mandatsgebiets Palästina ein und nannte sich in Jordanien um. Die jordanische Regierung ernannte den Großmufti von Jerusalem und den Leiter des Obersten Islamischen Rates und bezahlte die Angestellten des Waqf.
Einige Stunden nach der israelischen Eroberung der Jerusalemer Altstadt im Sechstagekrieg 1967 übertrug der Verteidigungsminister Mosche Dajan die Verwaltung der muslimischen Heiligen Stätten der Waqf-Behörde Jerusalem und verbot die Benutzung dieser Stätten für jüdische Gebete. Dieser Beschluss bildet bis heute die Grundlage für den Status quo auf dem Tempelberg.
Im Rahmen des israelisch-jordanischen Friedensvertrages von 1994 unterzeichneten Israel und Jordanien die Washington Declaration, wonach Israel „die Rolle des haschemitischen Königreichs Jordanien in den heiligen islamischen Stätten Jerusalems respektiert“. Die PLO unter Führung von Jassir Arafat widersetzte sich jedoch in diesem Punkt der Rolle Jordaniens und beanspruchte ihrerseits die Kontrolle über die Verwaltung der islamischen Stätten Jerusalems. Bei der Konferenz in Casablanca im Dezember 1994 unterstützte die Organisation für Islamische Zusammenarbeit die palästinensische Position und sprach sich dafür aus, die jordanischen Befugnisse der Palästinensischen Autonomiebehörde zu übertragen. Als im Oktober 1994 der Sitz des Großmuftis von Jerusalem frei wurde, kam es sowohl von jordanischer wie von palästinensischer Seite zur Ernennung eines Nachfolgers. Schließlich erhielt der von Arafat ernannte Scheich Ikrima Sa'id Sabri den Posten. In den Vereinbarungen von Januar 1995 zwischen Jordanien und der Palästinensischen Autonomiebehörde wurde die Frage der Kontrolle über die islamischen Stätten auf dem Haram esch-Scharif völlig außer Acht gelassen.
Seit dem Jahre 2000 sollen Touristen den Felsendom und die Al-Aqsa-Moschee auf dem Tempelberg nicht mehr betreten.